# 平岩
平岩（ひらいわ）は、宮崎県日向市中部の地域である。現行行政地名は大字平岩。大字区域内の地区名としては平岩、笹野東、笹野中、笹野西、金ケ浜、籾木、鵜毛、曙、秋留、本宮、美砂がある。郵便番号は883-0022（日向郵便局管区）。

## 概要
市の中部にあり、北は財光寺と塩見、南は幸脇、西は東郷町に接し東は日向灘に臨み、海岸は日豊海岸国定公園に属している。山地が大部分を占め、山が海にせまり平地は少ない。東部を日豊本線と国道10号が南北に縦断する。
東側中部の海岸にはサーフィンに好適地の金ヶ浜海水浴場がある。

## 沿革
江戸期は日向国臼杵郡のうちで、はじめ延岡藩領であった。
1692年（元禄5年）からは、天領となり西国筋郡代（日田代官）支配地。
慶応4年閏4月25日（1868年）、富高県を経て、同年8月17日 (旧暦)日田県に所属し、明治4年（1871年）日向国内の日田県管轄下と豊後国内の延岡藩領との交換により延岡藩に属する。
同年延岡県、美々津県を経て、1873年（明治6年）宮崎県、1876年（明治9年）鹿児島県、1883年（明治16年）からは宮崎県に所属する。
1884年（明治17年）からは東臼杵郡に属する。
1877年（明治10年）の西南戦争では主戦場となり、笹野と籾木を中心に政府軍と西郷軍が攻防戦を展開した。
1889年（明治22年）岩脇村の大字となり、1951年（昭和26年）から日向市の大字となる。

## 河川
- 赤岩川
- 境川

## 交通

### 道路
- 国道10号
- 宮崎県道226号土々呂日向線

### 鉄道
- 日豊本線南日向駅（南日向コミュニティーセンター）

### 港湾
- 平岩港 （地方港湾）[3]

### 路線バス
- 南部ぷらっとバス

## 施設
- 役所

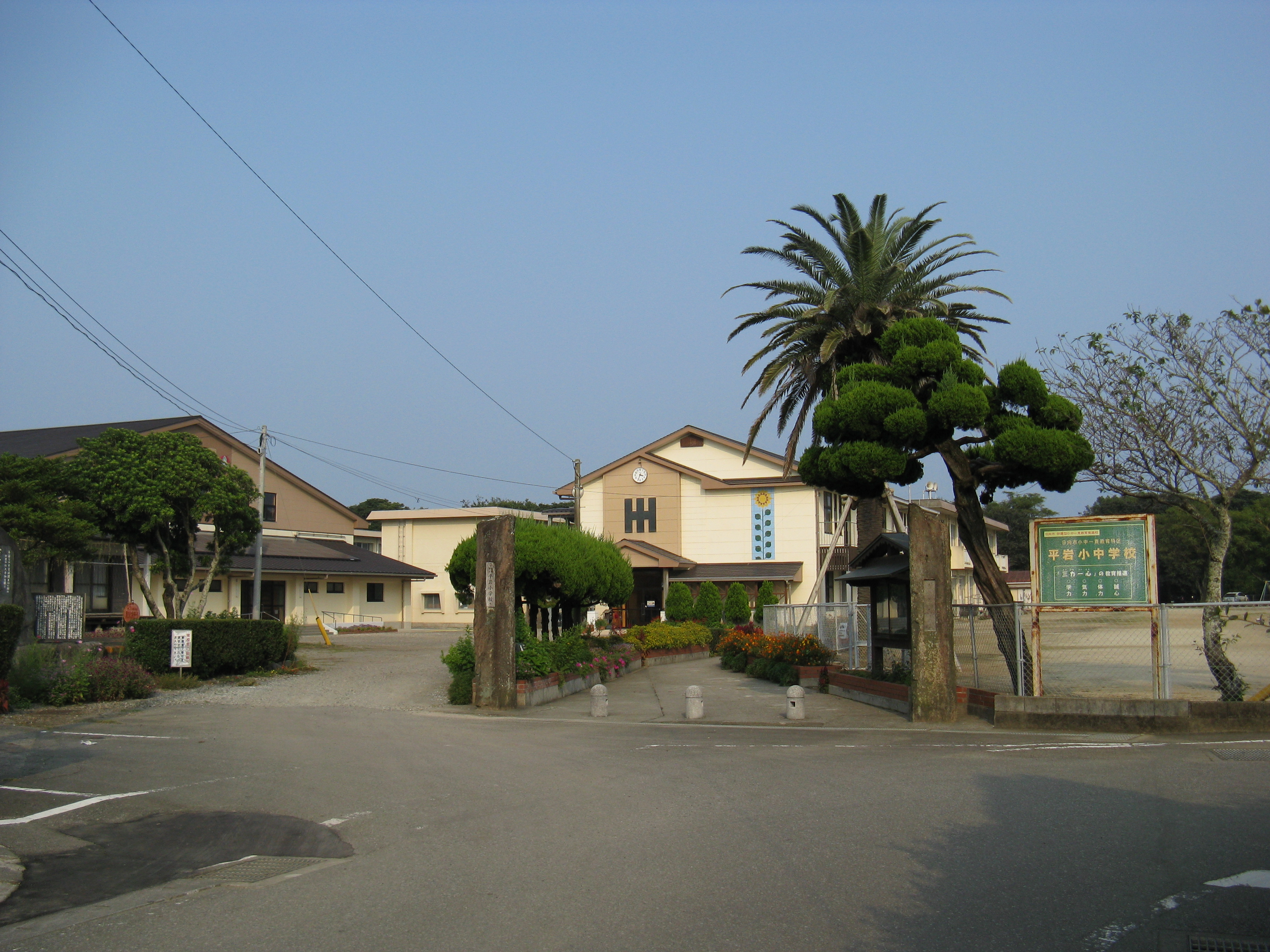
日向市立平岩小中学校

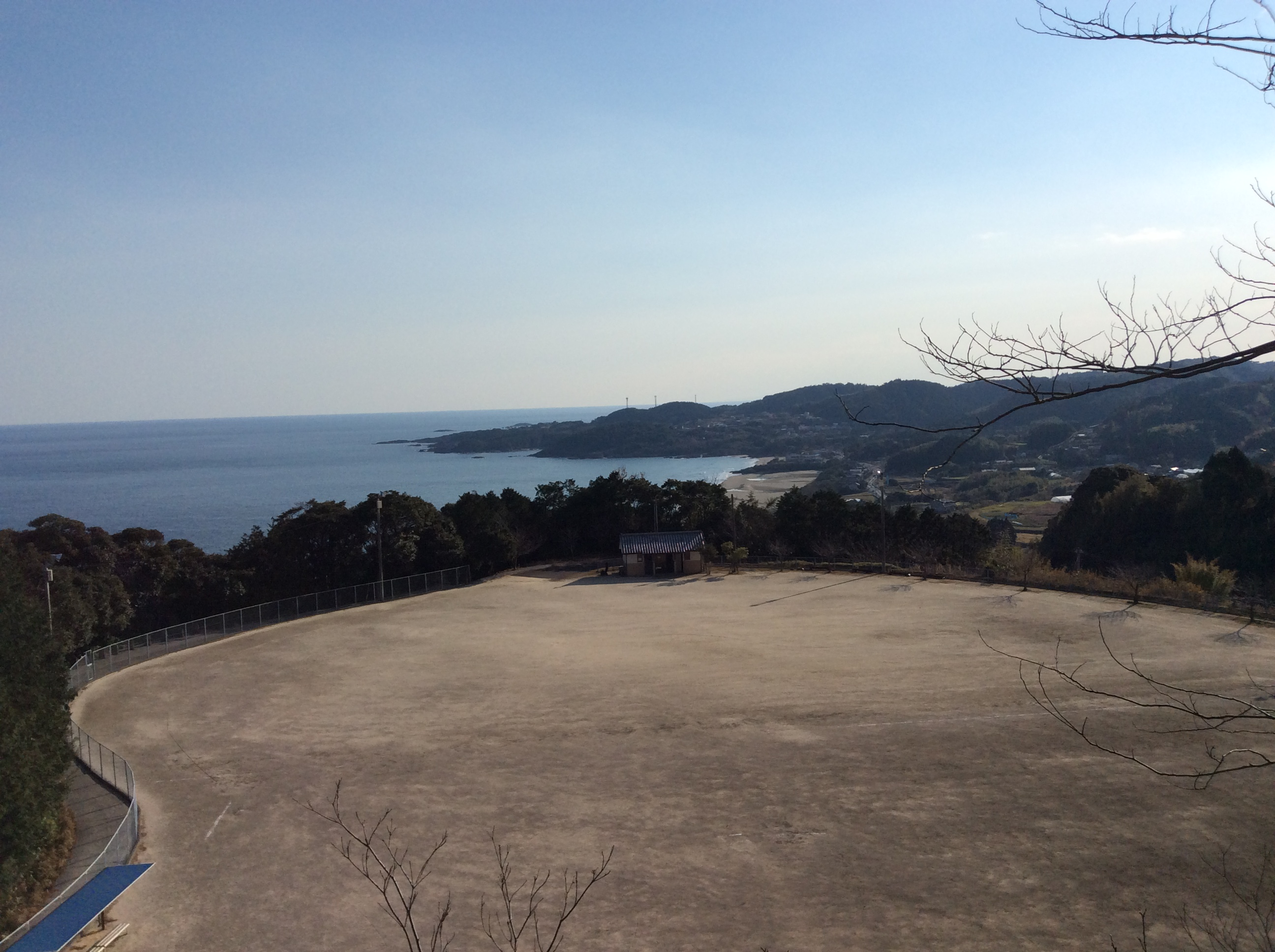
平岩農村公園と日向灘

  - 日向市役所岩脇支所（南日向コミュニティーセンター） - 大字平岩737-2
- 教育
  - 宮崎県立日向工業高等学校 - 大字平岩8750番地
  - 日向市立平岩小中学校 - 大字平岩33-3
- 郵便
  - 日本郵便株式会社岩脇郵便局 - 大字平岩443-5
- 警察
  - 日向警察署平岩駐在所 - 大字平岩911-6
- おもな公園
  - 平岩児童遊園 - 大字平岩380番地3[4]
  - 平岩農村公園 - 大字平岩360番地3[5]
  - 籾木農村公園 - 大字平岩3094番地
  - 曙農村公園 - 大字平岩10685番地
- その他
  - 平岩地蔵尊
  - 幸福寺
  - 金ヶ浜海水浴場
  - 小倉ヶ浜海水浴場

## おもな店舗
- ドライブイン
  - はまぐり碁石の里 - 大字平岩8491番地
  - シーサイドパーク太平洋 - 大字平岩228-1
- コンビニエンスストア
  - セブンイレブン日向平岩店 - 大字平岩456-1
  - ファミリーマート日向金ケ浜店 - 大字平岩2240
- その他
  - ミニボートピア日向 - 大字平岩字スルギ8640番地1